# Aglia strigulata
Aglia strigulata är en fjärilsart som beskrevs av Hoffmann 1916. Aglia strigulata ingår i släktet Aglia och familjen påfågelsspinnare. Inga underarter finns listade i Catalogue of Life.